# パヴィース

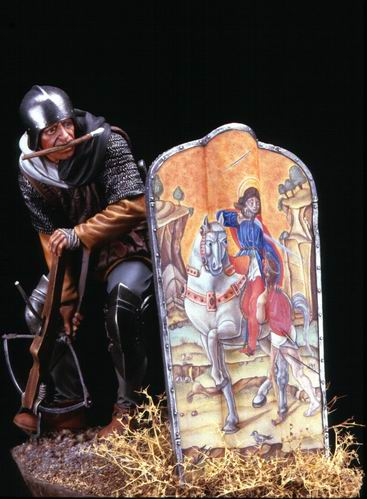
パヴィースに身を隠すクロスボウ兵。バルトロメオ・ヴィヴァリーニの描いた「聖マルティヌスと乞食」の絵で装飾されている。

パヴィースまたはパヴィス (英語: pavise, pavis, pabys, pavesen、IPA:/ˈpavɪs/
、イタリア語：pavese) は、中世ヨーロッパで用いられた、前方に突出した形状の盾。名称はイタリアの都市パヴィーアに由来する。全身を隠せる大型のものや、白兵戦用や重騎兵用の片手で持てる小さなものもある。パヴィースの最大の特徴は、大きく盛り上がり突出した中心線である。パヴィースを用いたのは、中世の弓兵やクロスボウ兵であり、特に攻城戦で効果を発揮した。普通はパヴィサー（paviser）と呼ばれる弓兵自身がパヴィースを運搬したが、特に大きいものは馬丁が運んだ。戦闘時にはパヴィーサーは盾をもって移動し、時にはパヴィースの下に備わっているスパイクで地面に突き刺し固定して用いた。弓兵やクロスボウ兵が矢を装填する際には、パヴィースの後ろに隠れて敵からの投射攻撃から身を守った。こうした盾の用い方は、極論を言えばホメーロスの『イーリアス』まで遡れる。トロイア戦争において、大アイアースが巨大な盾を持ち、それをずらすたびに後ろから異母兄弟のテウクロスが矢を放つという戦法で、この兄弟は大きな戦果を挙げた。
都市の守備兵が用いるパヴィースは、その都市の紋章が描かれ、包囲戦に備えて常に兵器庫に大量に保管されていた。たいていのパヴィースはキャンバスのように粗い布で覆われており、ここに油や卵を用いて絵を描いた。前面には聖バルバラや聖ゲオルギウスの聖像のような宗教画が描かれることが多かった。フス戦争期のフス派は炎の聖杯をパヴィースにあしらった。中世には大量のパヴィースが製造されたが、現存するのは200個ほどである。